# 皮奥伊州贝塔尼亚
皮奥伊州贝塔尼亚（葡萄牙語：Betânia do Piauí）是巴西皮奥伊州的一个市镇。总面积1092.305平方公里，总人口9333人，人口密度8.5人/平方公里。